# Le dieu Amon protégeant Toutânkhamon
Le dieu Amon protégeant Toutânkhamon est une statue égyptienne en diorite représentant le pharaon Toutânkhamon (1345-1327 av. J.-C.) protégé par le dieu Amon dont la statue le domine. Contemporaine de la vie du pharaon, elle a été découverte en 1857 à Karnak par l'archéologue français Auguste Mariette.
Elle est conservée au musée du Louvre à Paris.

## Contexte historique
Toutânkhamon est un pharaon célèbre par la découverte en 1922 de sa tombe qui est une des rares tombes de l'Égypte ancienne restée inviolée. Il était le fils du pharaon réformateur Akhenaton qui a voulu remplacer le culte traditionnel polythéiste d'Amon à Thèbes par celui monothéiste d'Aton, une forme du dieu Rê, à Amarna.
Toutânkhamon a hérité du pouvoir très jeune, à neuf ans. Sous l'influence du clergé d'Amon de Thèbes, il a rétabli son culte traditionnel. Il est mort jeune, vers 19 ans.
Le clergé d'Amon ne lui en a pas été reconnaissant. Il a voulu effacer toute trace d'Akhénaton : il a martelé toutes ses statues et inscriptions mais il a traité de la même façon ceux de Toutânkhamon qui avaient rétabli le culte.

## Description
Le pharaon, paré d'une peau de félin, est debout aux pieds d'Amon assis derrière lui dont la statue le domine (elle est presque deux fois plus haute). En effet, comme souvent dans l'Antiquité, les statues des dieux sont de plus grande taille pour exprimer leur puissance. Toutânkhamon est l'officiant principal dans le temple du Dieu.
Amon, assis sur un siège cubique, est représenté ici sous une forme humaine, portant le pagne plissé et le corselet, la barbe divine au menton et son casque plat surmonté de hautes plumes verticales. Des parures soigneusement détaillées -collier, armilles, bracelets- ornent son cou et ses bras. Le souverain porte le costume des prêtres d'Amon, pagne empesé ceinturé et peau de félin sur l'épaule gauche. Il est chaussé de sandales et paré d'un collier large.
Dimensions de la statue : hauteur : 2,20 m ; largeur : 0,44 m ; profondeur : 0,78 m,.

## Les destructions

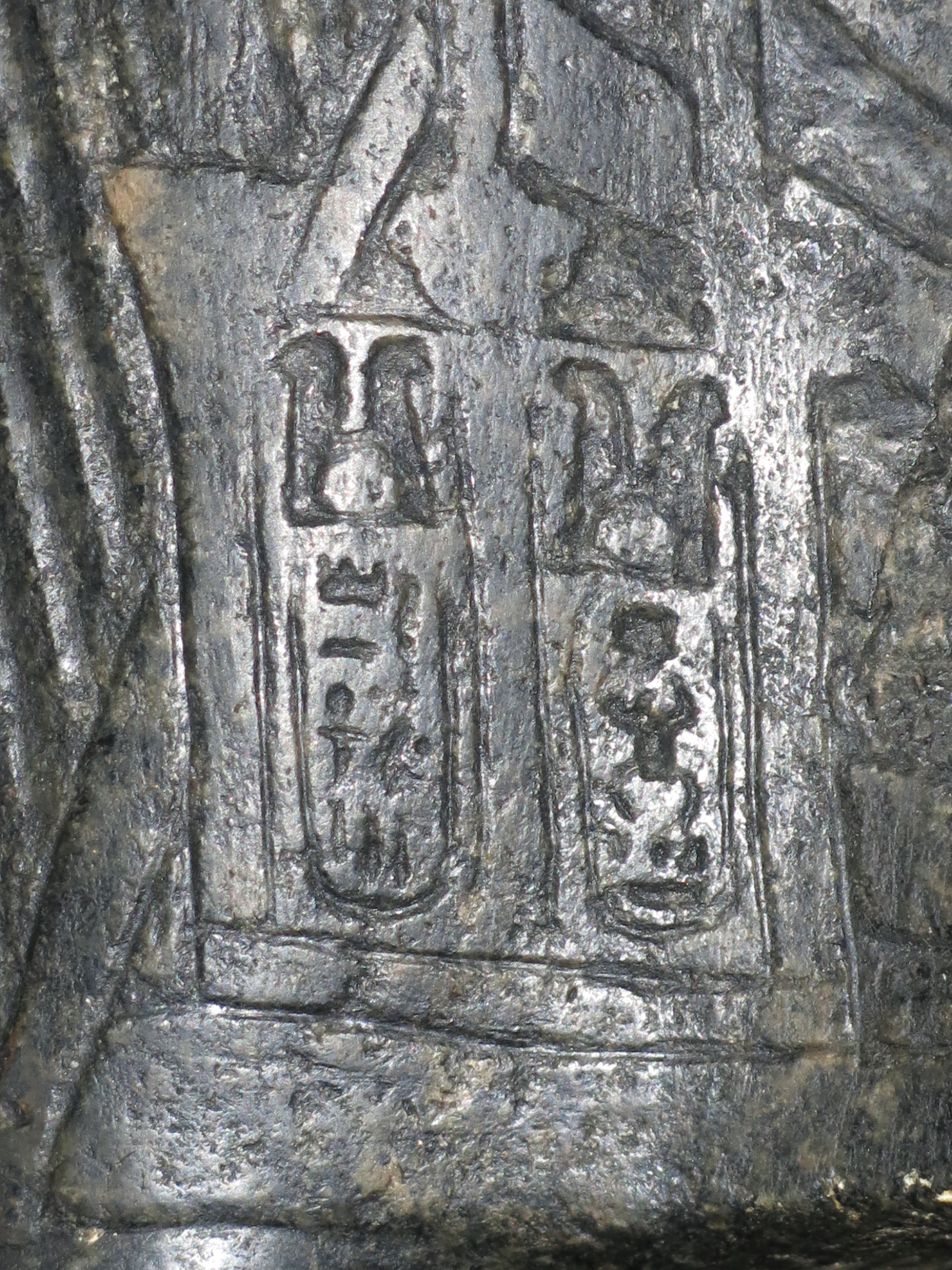
Cartouche de Toutânkhamon oublié par les destructeurs.

Elles datent du règne d'Horemheb qui a régné huit ans après la mort de Toutânkhamon. Il a voulu effacer toute trace de la réforme d'Akhénaton au sens large, parfois appelé période amarnienne, du nom d'Amarna, la capitale créée par Akhenaton. 
La tête du pharaon et le haut de son buste ont été supprimés. Ses noms sur le pilier dorsal ont été martelés en préservant toutefois les éléments divins, Amon et Rê, qui y étaient inclus et qu'il ne fallait pas détruire sous peine d'encourir la fureur divine. Les mains du dieu qui enserraient le roi et le protégeaient ont été brisées comme pour casser le lien qui unissait les deux personnages. Toutefois, le destructeur a oublié d'effacer le cartouche situé sur le côté droit, au bas du pagne du pharaon.